# Tobias Asser
Tobias Michel Karel Asser (Amsterdam, 28 april 1838 – Den Haag, 29 juli 1913), ook bekend als T.M.C. Asser, was een Nederlandse jurist, en winnaar (met Alfred Fried) van de Nobelprijs voor de Vrede in 1911 vanwege zijn rol bij het tot stand komen van het Permanent Hof van Arbitrage op de eerste Haagse vredesconferentie in 1899.

## Familie
Asser was een telg uit het joodse juristengeslacht Asser. Zijn vader mr. Carel Daniël Asser was raadsheer in de Hoge Raad der Nederlanden; zijn moeder, Rosette Henry Godefroi, was een zuster van Michel Henry Godefroi, de eerste joodse minister van Nederland. Zijn oom van vaderskant Eduard Isaac Asser was een bekend fotograaf. Zijn neef Carel Asser jr. zou later hoogleraar aan de Universiteit Leiden worden en naamgever van de Asser-serie. In 1864 trouwde hij met zijn volle nicht Johanna Ernestina Asser (zus van Carel jr.), uit welk huwelijk drie zoons en een dochter werden geboren. Eén van deze zoons, Carel Daniël jr. (roepnaam Daan), trad in zijn vaders voetsporen als advocaat en hoogleraar en trouwde met Wilhelmina Thorbecke, dochter van landsadvocaat Willem Thorbecke; een andere zoon, Hendrik Lodewijk (bijgenaamd Henri) werd rechter.

## Carrière
Hij promoveerde in 1860 aan de Universiteit Leiden bij Simon Vissering op de dissertatie Geschiedenis en beginselen van het Nederlandsche staatsregt omtrent het bestuur der buitenlandsche betrekkingen. In 1862 werd Asser hoogleraar aan het Athenaeum Illustre in Amsterdam, dat in 1877 werd omgevormd tot (gemeentelijke) Universiteit van Amsterdam. Nadien was hij tot 1893 buitengewoon hoogleraar in het handelsrecht en het internationaal privaatrecht.
Asser was sinds 1870 lid (en sinds 1898 voorzitter) van de Staatscommissie voor internationaal privaatrecht. Hij was mede-initiator en voorzitter van de eerste Haagse Conferentie voor Internationaal Privaatrecht in 1892. Daarna was hij nog driemaal voorzitter van achtereenvolgende conferenties in 1894, 1900 en 1904 en van de Wisselconferenties van 1910 en 1912. In 1904 is hij benoemd tot minister van staat.

## Nalatenschap
Tobias Asser is de naamgever van het T.M.C. Asser Instituut in Den Haag en van een Leids pleitdispuut. In 1991 verscheen er een postzegel met daarop zijn beeltenis. In Wageningen werden de straat Asserpark en het daar gelegen studentencomplex naar hem genoemd. In Nijkerk is de Asserhof te vinden. In Diemen is een Tobias Asserlaan.